# Ernst Stern

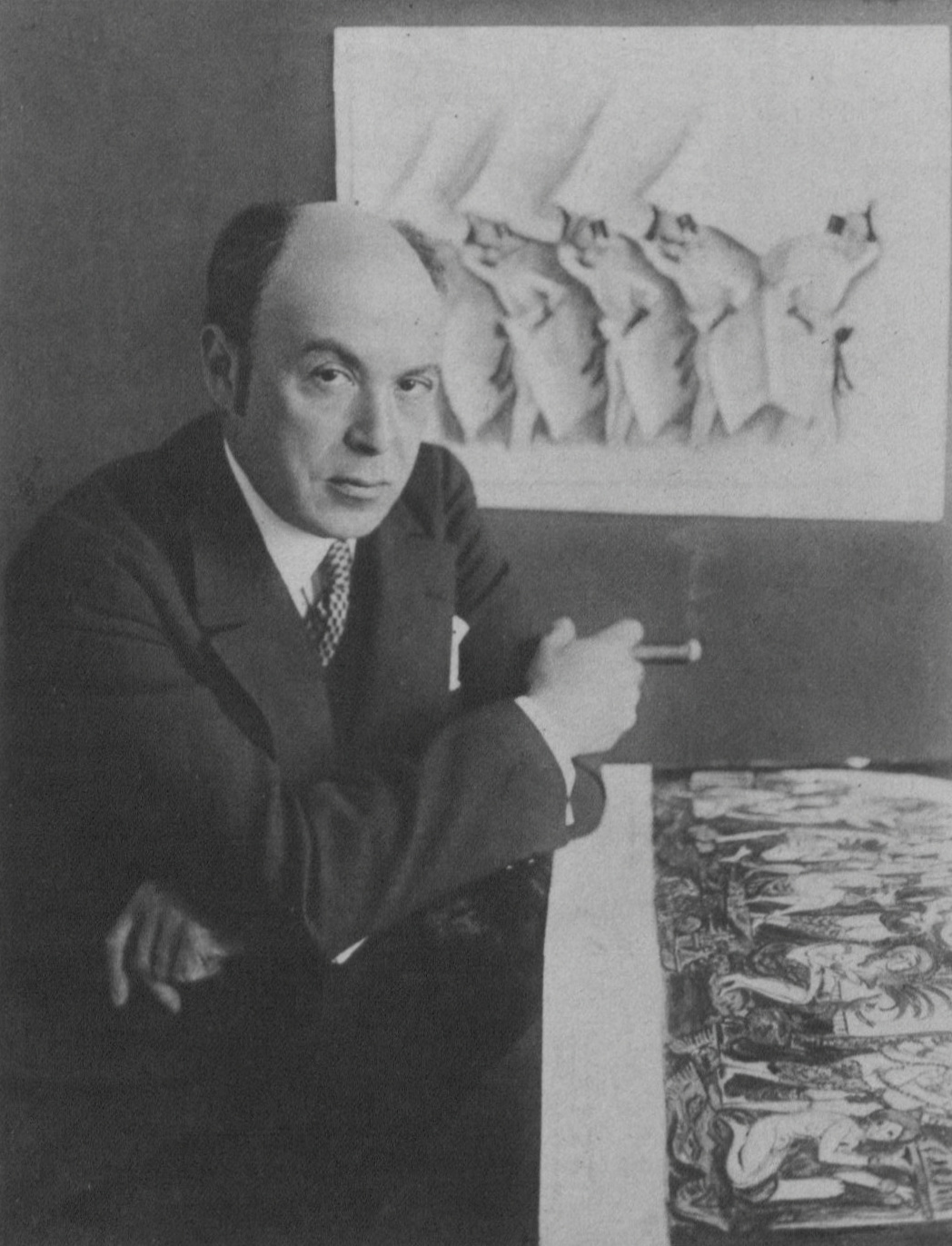
Ernst Stern (1927)

Ernst Stern (* 1. April 1876 in Bukarest; † 28. August 1954 in London) war ein rumänisch-deutscher Bühnenbildner, Szenenbildner, Kostümbildner und Grafiker.

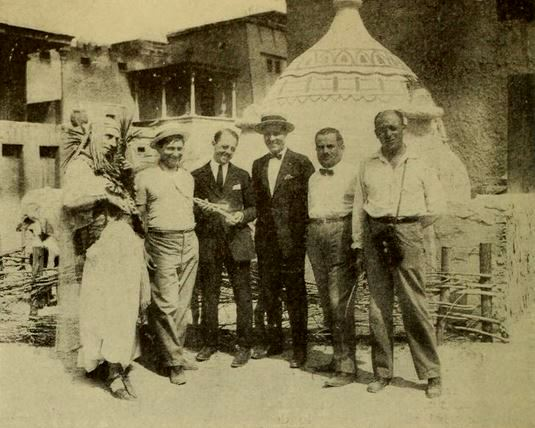
Ernst Stern (rechts) bei den Dreharbeiten (1921) zu Das Weib des Pharao

## Leben
Ernst Stern war ein Sohn des Leopold Stern und der Bella Lampart. Er besuchte die Handelsakademie in Wien und ab 1894 die Münchner Kunstakademie bei Nikolaus Gysis und Franz von Stuck. In München zeichnete er für die Zeitschriften Jugend und Simplicissimus. Als Tobias Loch, der Schnellmaler, trat er bei den Elf Scharfrichtern auf und war Mitglied der Münchner Sezession und der Dramatischen Gesellschaft.
1905 ging er nach Berlin und arbeitete unter anderem für die Lustigen Blätter. Er war Mitglied der Berliner Secession und findet sich bereits 1906 im Mitgliederverzeichnis des Deutschen Künstlerbundes. Max Reinhardt engagierte ihn kurz nach seiner Übernahme des Deutschen Theaters im Jahr 1906. Bis zum Weggang Reinhardts 1921 entwarf er als Chefbühnenbildner rund 90 Szenarien. Ihm untergeordnet waren unter anderem Edvard Munch und Alfred Roller, mit dem er mehrmals zusammenarbeitete. Er war Mitbegründer des Kabaretts Schall und Rauch und gehörte dessen künstlerischen Beirat an. Nach Reinhardts Weggang stattete er Opern und Operetten aus. Erik Charell machte ihn 1924 zum Ausstattungsleiter am Großen Schauspielhaus. In dieser Zeit entstanden unter anderem die Revuen An Alle (1924/25), Für Dich! (1925/26), Von Mund zu Mund (1926/27) und die Operette Im weißen Rößl (Uraufführung 1930, weitere Aufführungen 1931 London Coliseum, 1933 Paris Magador und 1936 Center Theatre New York).
Daneben schuf Stern ab 1918 regelmäßig Filmkulissen. Dabei wirkte er mit prominenten Regisseuren wie Friedrich Wilhelm Murnau, Ernst Lubitsch (ab 1921 bis zu dessen Fortgang nach Hollywood 1922), Richard Oswald, Max Mack, Carl Froelich und Wilhelm Dieterle zusammen. Zu Charells berühmtem Historien- und Musikfilm Der Kongreß tanzt mit Lilian Harvey und Willy Fritsch entwarf er die Kostüme. Zu seinem grafischen Gesamtwerk gehören auch vier Mappenwerke mit über 40 lithografischen Blättern aus den Jahren 1918/19, darunter Die Ballette des deutschen Theaters (mit Texten von Oscar Bie) und 12 Blätter zu Frank Wedekinds Büchse der Pandora.
Zur Zeit der Machtergreifung der Nationalsozialisten 1933 befand er sich in Paris bei der Aufführung der Operette Im weißen Rößl. Stern blieb zunächst in Paris und wurde 1934 von Charell nach Hollywood  für den Film Caravane geholt. Im selben Jahr begab er sich nach London, das seine zweite Heimat wurde. Hier konzentrierte er sich nahezu ausschließlich auf seine Arbeit als Bühnenbildner in Zusammenarbeit mit britischen Autoren, Regisseuren und Schauspielern besonders am Savoy Theatre, Aldwych Theatre und Adelphi Theatre. Vom König wurde er durch Verleihung einer Pension geehrt.

## Bühnenbilder am Deutschen Theater
| - 1906: Orpheus in der Unterwelt, Neues Theater - 1907: Was ihr wollt - 1908: Clavigo, Kammerspiele - 1908: Der Tor und der Tod - 1908: Lysistrata - 1909: Don Carlos - 1909: Hamlet - 1910: Christinas Heimreise von Hugo von Hofmannsthal, Uraufführung - 1910: Sumurun von Friedrich Freska und Victor Hollaender, Künstlertheater München - 1911: Jedermann, Uraufführung - 1911: Faust II - 1911: Turandot - 1911: Das Mirakel, Olympia Hall London - 1912: Eine venezianische Nacht von Karl Gustav Vollmoeller, Uraufführung Palace Theatre London - 1912: Heinrich IV. - 1912: Viel Lärm um nichts - 1913: Torquato Tasso - 1913: Der verlorene Sohn von Wilhelm Schmidtbonn, Kammerspiele - 1913: Ein Sommernachtstraum - 1913: Emilia Galotti - 1914: Scheiterhaufen von August Strindberg - 1914: Das Mirakel, Zirkus Busch | - 1914: König Lear - 1914: Wallenstein - 1915: Der Alpenkönig und der Menschenfeind - 1915: Maria Stuart - 1916: Die grüne Flöte von Hugo von Hofmannsthal, Uraufführung - 1916: Macbeth - 1916: Dantons Tod - 1916: Kabale und Liebe - 1916: Die Soldaten - 1916: Der Biberpelz - 1916: König Ödipus - 1917: Der Bettler von Reinhard Sorge - 1917: Der Geizige - 1917: Winterballade von Gerhart Hauptmann, Uraufführung - 1917: John Gabriel Borkmann von Henrik Ibsen - 1918: Seeschlacht von Reinhard Goering - 1918: Die Macht der Finsternis von Lew Tolstoi - 1919: Orestie am Großen Schauspielhaus - 1919: Wie es euch gefällt - 1920: Gespenster - 1920: Julius Cäsar am Großen Schauspielhaus - 1920: Hamlet - 1920: Lysistrata - 1920: Danton von Romain Rolland, deutsche Erstaufführung |

## Filmografie (als Filmarchitekt)
| - 1913: Das schwarze Los - 1918: Colomba - 1918: Madame D’Ora - 1918: Zwischen Tod und Leben (auch Kostüme) - 1918: Europa postlagernd - 1919: Narrentanz der Liebe - 1919: Tropenblut (auch Kostüme) - 1919: Der Saal der sieben Sünden - 1919: Die 999. Nacht - 1919: Satanas - 1920: Die Tänzerin Barberina (auch Kostüme) - 1920: Gräfin Walewska - 1921: Die Bergkatze (auch Kostüme) - 1922: Das Weib des Pharao (auch Kostüme) - 1922: Die Flamme - 1923: Die Fledermaus - 1923: Wilhelm Tell (auch Kostüme) - 1924: Das Wachsfigurenkabinett (nur Kostüme) - 1924: Der Mönch von Santarem - 1926: Die Welt will belogen sein - 1926: Zopf und Schwert (auch Kostüme) - 1926: Kopf hoch, Charly! | - 1927: Lützows wilde verwegene Jagd (auch Kostüme) - 1927: Ein schwerer Fall - 1927: Der Juxbaron - 1927: Tragödie einer Ehe - 1927: Die Dame mit dem Tigerfell - 1927: Die rollende Kugel - 1927: Die schönsten Beine von Berlin - 1927: Das Schicksal einer Nacht - 1927: Meine Tante – Deine Tante (nur Kostüme) - 1927: Das Geheimnis des Abbé X - 1928: Moral - 1928: Unmoral / Die sieben Abenteuer der Frau Venus - 1929: Frühlingsrauschen - 1929: Ludwig der Zweite, König von Bayern (auch Kostüme) - 1930: Dolly macht Karriere (nur Kostüme) - 1931: Der Kongreß tanzt (nur Kostüme) - 1934: Hochzeitsnacht (Caravane; nur Kostüme) - 1936: Der geliebte Vagabund (The Beloved Vagabond; nur Kostüme) - 1936: Whom the Gods Love (nur Kostüme) - 1936: Der Bajazzo (Pagliacci; nur Kostüme) - 1944: Champagne Charlie (nur Kostüme) |

## Schriften
- My Life, my Stage. London o. J. Ins Deutsche übersetzt unter dem Titel Ernst Stern, Bühnenbildner bei Max Reinhardt. Henschel, Berlin 1955.[3]